# 願児我楽夢
願児我楽夢（がんじがらめ）は、1995年に結成された北九州市のアマチュアバンド。日本各地で「人権コンサート」を行っており、被差別部落問題などの差別をテーマとした楽曲を演奏している。ギター・マンドリン・ベース・ブルースハープの4人と手話通訳3人によって構成される。1995年9月2日に北九州市の「解放こども会リーダー合宿」において、メンバーの5人が「音楽を取り入れ子供に楽しんでもらおう」と演奏を行ったのが起源である。当時は1回限りの予定であったものの依頼が相次いだため活動を継続し、これまでに1500回以上のコンサートを行っているという。
「部落問題」以外に在日韓国・朝鮮人や奄美群島出身者への差別、障害者に対する差別などもテーマとなっている。メンバーが「実体験を語り、それを自作の歌で表現する」という手法をとっており、また「作った本人が歌わないと、思いが伝わらない」として作詞者または作曲者自身が歌う決まりであるという。1997年の『西日本新聞』では「静かなブーム」となっており「明らかに願児我楽夢を支持する輪は広がっている」としている。また1998年の『佐賀新聞』では「部落差別を軸に置きながら、『人間解放』という視点であらゆる差別に向き合おうとするメンバーの姿が広い共感を呼んでいるのだろう」と評されている。